# هزاره روسیه
هزاره روسیه (به روسی: Тысячелетие России) یک بنای یادبود برنزی واقع در قلعه نووگورود است. این بنا در سال ۱۸۶۲ میلادی به پاس گذشت هزار سال از ورود روریک قهرمان افسانه‌ای به شهر نووگورود که به‌طور سنتی به عنوان نقطهٔ آغاز تاریخ کشور روسیه تلقی می‌شود، ساخته شد. این بنا که در گرامیداشت تاریخ هزار سالهٔ روسیه در زمان الکساندر دوم، امپراتور روسیه ساخته شده، متشکل از یک گوی و صلیب بزرگ در مرکز و تندیس‌های بسیاری از تأثیرگذارترین اشخاص روسیه ازجمله فرمانروایان، دولتمردان و روحانیان روس در بالا و پایین آن است. بنای هزاره روسیه یکی از برجسته‌ترین نمادهای کشور روسیه محسوب می‌شود.